# Fashion Week de Londres

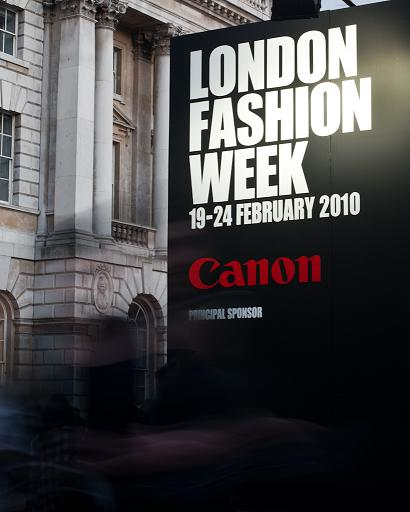

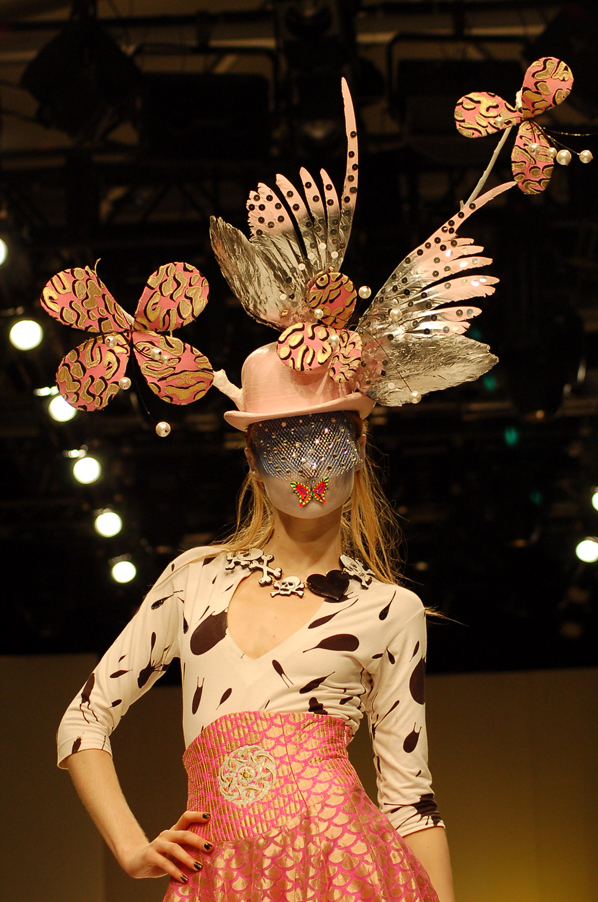
Défilé de Manish Arora, en 2006.

La London Fashion Week (aussi appelée la « Semaine de la mode à Londres » ou « Fashion week de Londres ») est une célèbre semaine de défilés, qui, sous sa forme actuelle, a lieu tous les six mois, depuis 1984, à Londres, au Royaume-Uni, avec des évènements consacrés au prêt-à-porter ou à la mode masculine et féminine (à chaque fois printemps-été et automne-hiver).

## Présentation
Organisée par le British Fashion Council pour la London Development Agency (en), avec l'aide du département des Affaires, de l'Innovation et des Compétences, la Fashion Week de Londres a lieu depuis 1984. Avec les Fashion Week de Paris, de New York et de Milan, elle compte parmi les plus importantes semaines de la mode au monde. Évènement économique important qui suscite l'attention de la presse, la Fashion Week de Londres est actuellement sponsorisée par Mercedes-Benz. Après la Fashion Week a lieu une Fashion Week-end spécialisée dans le commerce de détail et qui est pour sa part généralement ouverte au grand public.
L'évènement se déroule sous un chapiteau dressé dans la cour Somerset House, au centre de Londres, où se succèdent des défilés des marques les plus importantes ; le bâtiment de Somerset House accueille pour sa part 150 autres designers. D'autres évènements hors calendrier ont lieu, dans divers endroits de la capitale britannique, comme Vauxhall Fashion Scout et On | Off.
En 2004, les organisateurs de la Fashion Week lancent le programme Fashion Fringe dans l'objectif de découvrir des talents émergents.
Au printemps 2010, la Fashion Week de Londres est la première à permettre aux entreprises de diffuser leurs spectacles en direct sur Internet.
À l'été 2012, Londres créé le « London Collections: Men », en plus des traditionnels défilés printemps-été et automne-hiver.